# William Scott Wilson
William Scott Wilson (nascut el 1944 a Nashville, Tennessee) és conegut per les seves traduccions de la literatura japonesa,especialment les relacionades amb les arts marcials japoneses. Està reconegut per The American Literary Translator's Association Arxivat 2009-02-27 a Wayback Machine. (ALTA) com "el més expert dels traductors actuals del textos clàssics Samurais." També Wilson és un expert mundial en la filosofia guerrea de Bushido. .
Wilson ha contribuït en gran manera a l'increment de l'enteniment cultural i l'amistat entre els Estats Units i el Japó.

## Llibres
- The Lone Samurai: The Life of Miyamoto Musashi (287 pàgines) Kodansha International (Octubre, 2004) ISBN 4-7700-2942-X

## Obres de traducció
- Tao Te Ching: An All-New Translation By Professor Lao Tzu, William Scott Wilson (209 pages) Shambhala Publications, 2012 ISBN 159030991X
- The Unencumbered Spirit: Reflections of a Chinese Sage. Kodansha International 224 pages ISBN 4-7700-3097-5
- Yojokun: Life Lessons from a Samurai (The Way of the Warrior Series) by Kaibara Ekiken and William Scott Wilson (Jan 1, 2009) Kodansha International 224 pages ISBN 978-4-7700-3077-1
- The 36 Secret Strategies of the Martial Arts by Hiroshi Moriya with translation and foreword by William Scott Wilson (March, 2008)
- The Demon's Sermon on the Martial Arts by Issai Chozanshi, Translated by William Scott Wilson (224 pages) Kodansha International, (release date: November, 2006) ISBN 4-7700-3018-5
- The Flowering Spirit : Classic Teachings on the Art of No (Hardcover)],by Zeami (160 pages) Kodansha (release date: May 19, 2006) ISBN 4-7700-2499-1
- The Life-Giving Sword: Secret Teachings from the House of the Shogun (The Living Sword) by Yagyu Munenori (February, 2004)
- Go Rin no Sho (The Book of Five Rings) by Miyamoto Musashi (01/18/2002)
- Taiko: An Epic Novel of War and Glory in Feudal Japan by Eiji Yoshikawa (10/27/2000)
- The Unfettered Mind by Takuan Sōhō (12/01/1987)
- Budoshinshu: The Warrior's Primer by Daidōji Yuzan (04/01/1984)
- Hagakure (Hidden in the Leaves, among other common translations) by Yamamoto Tsunetomo (03/01/1983)
- Ideals of the Samurai: Writings of Japanese Warriors (October, 1982)
- Roots of Wisdom (Saikontan)(1984)

## Pel·lícules
Ghost Dog: The Way of the Samurai (1999), dirigida per Jim Jarmusch .